# 巴纳内拉斯
巴纳内拉斯是巴西帕拉伊巴州的一个市镇。总面积257.981平方公里，总人口20660人，人口密度80.1人/平方公里。